# Poly1305
Poly1305是由丹尼尔·J·伯恩斯坦设计的密码学訊息鑑別碼（MAC）。它可用于验证数据完整性和訊息真伪。不依赖AES的Poly1305变种已由互联网工程任务组在RFC 8439中标准化。

## 概述
在原始提案中，Poly1305使用AES分组密码来扩展密钥（Poly1305-AES）。在NaCl中，Poly1305使用Salsa20替代AES，在TLS和SSH中，它与ChaCha20密钥流一起使用。
Google选择了伯恩斯坦设计的，带Poly1305訊息鑑別碼的ChaCha20，作为OpenSSL中RC4的替代品，用以完成互联网的安全通信。Google最初实现了HTTPS (TLS/SSL)流量在Chrome浏览器（Android手机版）与Google网站之间的通信。
不久之后，Google在TLS中采用它，ChaCha20和Poly1305算法也以 chacha20-poly1305@openssh.com 成为OpenSSH中的一个新密码套件。后来，通过编译时选项避免它依赖于OpenSSL也成为可能。ChaCha20-Poly1305的使用已在RFC 7905中标准化。

## 实现
以下是支持Poly1305的加密库列表：
- Botan（英语：Botan (programming library)）
- Bouncy Castle（英语：Bouncy Castle (cryptography)）
- Crypto++
- Libgcrypt
- libsodium（英语：NaCl (software)）
- Nettle（英语：Nettle (cryptographic library)）
- OpenSSL
- GnuTLS
- LibreSSL
- mbedTLS
- wolfCrypt